# 毒蛇嚇機
是一部在2006年上映的美國驚悚喜劇電影，由新線影業出品，戴維·R·埃利斯執導，森姆·L·積遜、茱莉安娜·瑪格里斯、納森·菲利普等人主演。

## 劇情簡介
在夏威夷，一名青少年史恩·鍾斯在玩越野機車時，意外目睹了洛杉磯檢察官丹尼爾·海耶斯被惡名昭彰且行蹤捉摸不定的黑幫頭目艾迪·金殺害的過程。原本艾迪希望這一擊可以終結檢方，針對他販毒、勒索詐財、仲介雛妓和槍枝買賣等種種非法勾當進行調查，然而一名意外闖入的目擊證人卻全盤壞了他的好事。因此無論如何，艾迪都要阻止鍾斯出面作證。
FBI探員奈佛·弗林是處理危險狀況的專家，他奉命護送鍾斯前往洛杉磯，以幫助其將艾迪定罪。為保證鍾斯能平安地從夏威夷返回洛杉磯出庭作證，弗林採取聲東擊西的策略，用一架私人飛機作誘餌矇騙艾迪，實際上卻安排鍾斯登上了一架747客機，和鍾斯同機的乘客有富家千金莫西蒂絲、前途似錦的饒舌歌手克拉倫斯等人。不料，艾迪安排在機場的內鬼將整個計劃都告訴了艾迪，為了阻止鍾斯出面作證以使自己能成功逃過法網，艾迪想出一條「引蛇入機」的妙計，將一個裝滿五百條毒蛇和一條緬甸巨蟒的柳條箱偷渡上了客機貨艙，再利用客機升空的機會，逐一地放出來。
就這樣，被釋放出來的毒蛇在機腹裡成群蠕動著，爬過排氣孔和電子配線，毀損了客機上的重要控制機械裝置。在貨艙裡，這些毒蛇都吸入了費洛蒙，致使牠們的攻擊性變強，等到牠們爬進客艙裡的時候，就有可能會出於過度強烈的本能而咬死人。為了逃過毒蛇的攻擊，弗林和即將進入法學院就讀的空服員克蕾兒·密勒通力合作，盡其所能地讓客機上的機組人員和乘客在這場危機中，保持冷靜沉著以遠離那些毒蛇。然而，客機的正副駕駛仍難逃毒蛇的攻擊而相繼毒發死亡，克拉倫斯的保鏢特羅伊見狀，便充當駕駛意圖穩住客機，他靠著自己過去玩過飛行模擬的經驗讓客機安全降落。與此同時，和弗林合作的探員哈里斯循線查出客機上發生的「蛇災」是艾迪在背後搞鬼的結果，因此機關算盡的艾迪最後依然難逃被逮捕的命運，最終判處死刑。之後鍾斯為了感謝弗林的救命之恩，便帶弗林去峇里島並教他如何衝浪。

## 演員
- 山繆·L·傑克森 飾演 探員Neville Flynn
- 茱莉安娜·瑪格里斯 飾演 Claire Miller
- 納森·菲利普（英语：Nathan Phillips (actor)） 飾演 Sean Jones
- 鮑比·坎納瓦爾 飾演 特別探員Henry "Hank" Harris
- 菲力·亞歷山大（英语：Flex Alexander） 飾演 Clarence "Three Gs"
- 托德·路易斯（英语：Todd Louiso） 飾演 Dr. Steven Price
- 桑妮·馬布里 飾演 Tiffany
- 肯南·湯普森（英语：Kenan Thompson） 飾演 Troy
- 瑞秋·布蘭查德（英语：Rachel Blanchard） 飾演 Mercedes
- 琳·雪伊 飾演 Grace
- 大衛·科恩查內 飾演 Richard "Rick"
- 艾兒莎·巴塔奇 飾演 Maria
- 基思·達拉斯 飾演 Big Leroy
- 馬克·霍頓 飾演 探員John Sanders
- 湯姆·巴特勒（英语：Tom Butler (actor)） 飾演 Captain Samuel "Sam" McKeon
- 拜倫·勞森（英语：Byron Lawson） 飾演 Eddie Kim
- 斯科特·尼科爾森 飾演 Daniel Hayes
- 泰勒·克奇 飾演 Kyle
- 莎曼珊·麥克勞德 飾演 Kelly
- 凱文·麥克諾迪（英语：Kevin McNulty (actor)） 飾演 Emmett Bradley

## 動態消息
本片動用了超過450條、30多種不同種類的蛇用來進行拍攝。其中還包括一條19英尺長的緬甸巨蟒，另外還有猩紅皇帝蛇（Lampropeltis elapsoides）、牛奶蛇（Milk snake）、玉米蛇（Corn snake）、響尾蛇（Rattlesnake）等蛇。除了真蛇之外，片中大約三分之二的蛇都是用電腦模擬出來的，因為真蛇不會按照導演的意願行事。

## 外部連結
- 官方网站 (archived version)
- 互联网电影数据库（IMDb）上《毒蛇嚇機》的资料（英文）
- AllMovie上《毒蛇嚇機》的资料（英文）
- Box Office Mojo上《毒蛇嚇機》的資料（英文）
- 爛番茄上《毒蛇嚇機》的資料（英文）
- Metacritic上《毒蛇嚇機》的資料（英文）